# Alfred Filuzeau
Pour les articles homonymes, voir Filuzeau.
 (juillet 2025).
La mise en forme du texte ne suit pas les recommandations de Wikipédia : il faut le « wikifier ».
Les points d'amélioration suivants sont les cas les plus fréquents :
- Les titres sont pré-formatés par le logiciel. Ils ne sont ni en capitales, ni en gras.
- Le texte ne doit pas être écrit en capitales (les noms de famille non plus), ni en gras, ni en italique, ni en « petit »…
- Le gras n'est utilisé que pour surligner le titre de l'article dans l'introduction, une seule fois.
- L'italique est rarement utilisé : mots en langue étrangère, titres d'œuvres, noms de bateaux, etc.
- Les citations ne sont pas en italique mais en corps de texte normal. Elles sont entourées par des guillemets français : « et ».
- Les listes à puces sont à éviter, des paragraphes rédigés étant largement préférés. Les tableaux sont à réserver à la présentation de données structurées (résultats, etc.).
- Les appels de note de bas de page (petits chiffres en exposant, introduits par l'outil «  Source ») sont à placer entre la fin de phrase et le point final[comme ça].
- Les liens internes (vers d'autres articles de Wikipédia) sont à choisir avec parcimonie. Créez des liens vers des articles approfondissant le sujet. Les termes génériques sans rapport avec le sujet sont à éviter, ainsi que les répétitions de liens vers un même terme.
- Les liens externes sont à placer uniquement dans une section « Liens externes », à la fin de l'article. Ces liens sont à choisir avec parcimonie suivant les règles définies. Si un lien sert de source à l'article, son insertion dans le texte est à faire par les notes de bas de page.
- La présentation des références doit suivre les conventions bibliographiques. Il est recommandé d'utiliser les modèles {{Ouvrage}}, {{Chapitre}}, {{Article}}, {{Lien web}} et/ou {{Bibliographie}}. Le mode d'édition visuel peut mettre en forme automatiquement les références.
- Insérer une infobox (cadre d'informations à droite) n'est pas obligatoire pour parachever la mise en page.

Pour une aide détaillée, merci de consulter Aide:Wikification.
Si vous pensez que ces points ont été résolus, vous pouvez retirer ce bandeau et améliorer la mise en forme d'un autre article.
Alfred Filuzeau, né le 3 mai 1878 à Saint-Pierre-du-Chemin et mort le 22 octobre 1962 dans cette ville, est un ingénieur polytechnicien et officier militaire français. Il fut directeur général de la Compagnie des Eaux et Électricité d'Indochine dès 1926.

## Biographie

### Jeunesse
Alfred Aimé Clément Filuzeau, appelé Aimé dans sa jeunesse, est né le 3 mai 1878 à Saint-Pierre-du-Chemin. Il est le fils de Bazile Aimé Léopold Filuzeau et de Justine Marie Suaud. Ses parents y tiennent l'Hôtel des voyageurs depuis 1876. Son oncle paternel est l'architecte municipal Abel Filuzeau, père de Marcel Filuzeau, futur sous-préfet de l'Ouest de la France.
Il a de bons résultats au collège François Viète de Fontenay-le-Comte, (finalisé dans sa construction par son oncle Abel entre 1883 et 1888). Il entre, en 1892, au lycée de Nantes et y obtient une bourse entière pour continuer ses études à l'issue d'un examen d'admissibilité. En 1898, il obtient son baccalauréat avec le deuxième prix en algèbre et en physique, et la même année, obtient le prix de la Ville de Nantes pour ses compétences en mathématiques spécialisées.
Il quitte la région pour intégrer l'École polytechnique à Paris, aidé par une bourse avec trousseau qu'il a décroché après son bac. Alfred est admis au Génie militaire en 1901, 37ᵉ de sa promotion. Il entre à l'école d'application de l'artillerie et du génie comme sous-lieutenant.

### Carrière militaire
En 1907, et jusqu'en 1912, il est envoyé au Sénégal par le ministère des Colonies, afin d'assurer  la bonne continuité des travaux ferroviaires entre relient Kayes et Thiès, pour faciliter le transport de matières premières de l'arrière-pays de l'Afrique-Occidentale française jusqu'à la métropole,. Il est promu capitaine le 25 décembre 1908.
Lorsque débute la Première Guerre mondiale, il commande le 8e régiment du génie, et est chargé d'assurer la cohérence du recrutement des troupes sur le territoire national. En première ligne, dans la Meuse, il fait embarquer des radiotélégraphistes à bord d'avions et les envoie près du front ennemi pour capter les communications allemandes. Il organise la stratégie des transmissions sur le front des Balkans, en Roumanie. Ses qualités lui valent d'être remarqué comme un « officier très méritant par les services qu'il a rendus avant et pendant la guerre actuelle ». Le 12 juillet 1916, il est nommé chevalier de la Légion d'honneur.
La Russie, en pleine ébullition révolutionnaire depuis 1917, perd la confiance des pays occidentaux, du Japon et des États-Unis, qui se rallient à la cause anticommuniste. Les légions tchécoslovaques, troupes alliées des Européens, se retrouvent bloquées à cause du chaos et se replient vers la Sibérie, occupée par les forces japonaises. Alfred Filuzeau, comme spécialiste de la stratégie ferroviaire, est envoyé en 1919 en tant que représentant de la France au comité ferroviaire interallié en Sibérie, afin de secourir ces légions et soutenir les anticommunistes. Il garde ce poste jusqu'en 1920, date à laquelle la France se retire de ce comité.
En parallèle, il participa à la mission Berthelot dont le but était la modernisation de l'armée roumaine. Ses services jusqu'en 1919 lui valent d'être nommé officier de l'Ordre de la Couronne de Roumanie.

### Carrière en Indochine
De retour en France, il s'installe brièvement à Tours avant de déménager au Tonkin, à Haïphong. Il devient directeur général de la Société Industrielle de Chimie d'Extrême-Orient dès 1922, dont l'usine est mise en marche la même année. Il reçoit notamment la visite de Martial Merlin, tout juste nommé gouverneur général de l'Indochine, le 28 octobre 1923 ; il lui recommande de rechercher de nouveaux marchés pour l'acquisition de sel pour la colonie. Le 7 février 1925, Alfred Filuzeau reçoit à l'usine la visite de Paul Claudel, ambassadeur de France au Japon, et du prince japonais Yamagata Isaburō.
En 1926, Alfred Filuzeau s'installe à Saïgon, au 72 rue Paul Blanchy, siège de la Compagnie des Eaux et Électricité d'Indochine. Il en devient le directeur général la même année.

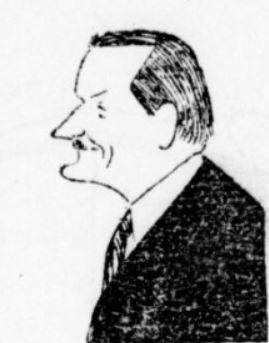
Portrait caricaturé d'Alfred Filuzeau publié par Le Merle Mandarin du 1/12/1927

L'année suivante et jusqu'en 1930, il subit une vague de critiques soutenue par Le Merle Mandarin, journal satirique indochinois. Ce dernier le caricature et lui prête l'écriture d'une fausse lettre qui le dépeint comme « jaloux », « médisant », « crapuleux ». Dans ses attaques, le journal lui reproche d'avoir préféré l'achat d'acier allemand plutôt que de fonte française, alors que le prix de cette dernière était plus avantageux en comparaison de la qualité. Le journal dénonce aussi, en décembre 1930, la surfacturation établie par la société des Eaux dirigée par Alfred Filuzeau pour la ville de Saïgon, proposant 28 millions de piastres de plus que ses concurrents.
À partir de 1929, le détournement de la rivière Bé est acté afin de compléter l'apport en eau potable de Saïgon.
Le premier janvier 1936, il est promu officier de la Légion d'honneur en lien avec son grade de lieutenant-colonel en réserve. Cette promotion confirme son influence dans la colonie et lui permet de côtoyer les sphères dirigeantes indochinoises. Il se lie d'amitié avec le maire de Saïgon Etienne Landry-Boy et le résident supérieur Yves Châtel. Il travaille avec Paul Baudouin, un des administrateurs de la Société des Eaux et d'Électricité d'Indochine, futur ministre des Affaires étrangères et de l'Information du régime de Vichy, et futur artisan de la loi sur le « statut des Juifs ».
Alfred Filuzeau est élu représentant des « Industries de transformation » au Grand Conseil des intérêts économiques de l'Indochine, le 28 avril 1940. Face à l'augmentation des risques de guerre, aussi bien en Europe qu'en Extrême-Orient, il est appelé, en qualité de conseiller économique, par le gouverneur général Jean Decoux, afin de discuter de la menace nipponne. Cette réunion ne va pas modifier la stratégie japonaise, et l'Indochine est envahie dès le 22 septembre 1940. Jean Decoux sera maintenu à son poste, comme le reste des élites françaises établies, dont Alfred Filuzeau.
Il est d'ailleurs membre de la délégation présidée par l'ancien gouverneur général de l'Indochine, Eugène Robin, qui part à Tokyo négocier les nouvelles relations commerciales à établir entre l'Indochine française et le Japon. Ces négociations sont menées exclusivement dans le sens des intérêts du gouvernement nippon. Du même coup, la délégation est aussi appelée à accepter une paix arrangeante pour le Japon dans le conflit entre la colonie et la Thaïlande. Alfred Filuzeau rentre à Saïgon en février 1941, alors que les pourparlers sont encore en cours et, trois mois plus tard, l'Indochine est contrainte de céder ses provinces de Battambang, de Siem Reap, de Champassak et de Sayaburi.
Après ce traité de paix défavorable, Jean Decoux convoque à nouveau Alfred Filuzeau, accompagné des autres acteurs financiers et militaires de la colonie, afin d'évoquer le rétablissement d'une situation économique en Indochine.
Ne semblant pas s'opposer frontalement à l'occupation japonaise, Alfred Filuzeau est invité, le 5 décembre 1942, à une soirée mondaine organisée par le chef de la mission japonaise en Indochine, M. Uchiyama. Quelques jours plus tard, le 11 décembre, il réaffirme le soutien du Grand Conseil des intérêts économiques de l'Indochine au régime de Vichy en ces termes : « Dans les heures angoissantes que nous vivons, nos pensées vont vers le Maréchal Pétain, Chef de l'État français, qui, pour nous, incarne le pouvoir, l'esprit de sacrifice dans lequel nous plaçons tout notre espoir ».
À la fin de la Seconde Guerre mondiale, Alfred Filuzeau retourne en France, dans son village natal de Saint-Pierre-du-Chemin. Il continue alors de travailler pour l'Union Financière d'Extrême-Orient, installée  à Djibouti.
Il meurt le 22 octobre 1962, à Saint-Pierre-du-Chemin, à l'âge de 84 ans.

### Vie privée
Alfred Filuzeau se marie le 1/12/1942 à Saïgon avec Madeleine France Vinot.

## Distinctions
- Officier de la Légion d'honneur à titre militaire, le 1er janvier 1936
  -  Chevalier de la Légion d'honneur à titre militaire, le 12 juillet 1916
- Officier de l'Ordre de la Couronne de Roumanie à titre militaire, c. 1919